# Јон Некулче (Јаши)
Јон Некулче (рум. Ion Neculce) насеље је у Румунији у округу Јаши у општини Јон Некулче. Oпштина се налази на надморској висини од 117 m.

## Становништво
Према подацима из 2002. године у насељу је живело 201 становника, од којих су сви румунске националности.